# Selvudgivelse
Selvudgivelse er processen, hvor en forfatter, musiker eller anden kunstner selv står for at udgive sine værker, eksempelvis som lydfil, e-bog eller print-on-demand, i stedet for, at denne proces varetages af et traditionelt forlag. Det værk, der er resultatet af processen, kaldes ligeledes en selvudgivelse, og den pågældende forfatter/kunstner kaldes en selvudgiver.
Betegnelsen eget forlag anvendes også om selvudgivne værker. Selvudgivere kan evt. betjene sig af selvudgiverforlag eller af hybridformen medudgiverforlag for at få assistance med de praktiske forhold forbundet med udgivelserne.
Selvudgivelse har været et kendt fænomen i flere hundrede år, men er kommet til at spille en større rolle i det 21. århundrede som følge af, at den digitale udvikling har gjort det økonomisk langt mere overkommeligt både at trykke bøger og udgive e-bøger. I USA overgår antallet af selvudgivne bogtitler langt antallet af traditionelle udgivelser.

## Historie
Selvudgivelse er ikke et nyt fænomen. Historisk har mange berømte forfattere selv udgivet deres bøger. Det gælder således Søren Kierkegaard, der i februar 1843 udgav Enten-Eller selv, og Walt Whitman, der selvudgav Leaves of Grass i 1855. I 1800-tallet var de forskellige roller i bogbranchen i det hele taget mindre skarpt afgrænsede. Skellene mellem bogtrykkere, forlæggere og boghandlere var således mindre tydelige.
Selvudgivelse er imidlertid vokset betydeligt som fænomen i 2000-tallet, fordi forfatternes muligheder for selv at stå for deres udgivelser fra idé til markedsføring og salg er blevet bedre på grund af samfundets stigende digitalisering. Den digitale udvikling har gjort det muligt både at fremstille trykte bøger til en langt lavere pris end tidligere og at producere, eksponere og sælge e-bøger med små omkostninger i takt med, at internettet, tablets, e-bogslæsere og smartphones er blevet udbredt bland forbrugerne.
Ifølge det amerikanske Publishers Weekly var 43 % af alle printpublikationer i USA i 2011 selvpublicerede. Den engelske forfatter E.L. James er et kendt eksempel på en forfatter, der startede med at selvudgive sin erotiske roman Fifty Shades of Grey ved hjælp af en lille australsk virksomhed, der sendte bøgerne ud som e-bøger og print on demand. Da hendes historier viste sig at blive meget populære, blev rettighederne siden overtaget af det traditionelle forlag Vintage Books. Det er typisk for de selvudgivende forfattere, der får succes, at de efterfølgende overgår til en kontrakt med et etableret forlag.
I 2023 udsendte selvudgivere i USA 2,6 millioner titler, mens antallet af traditionelle udgivelser faldt til 563.000.

### Danmark efter 2010
I Danmark er der ligeledes kommet flere selvudgivende forfattere i 2000-tallet. I de første år var dog kun nogle få kendt af et bredere publikum. Det gælder f.eks. Gretelise Holm, der har selvudgivet sine egne erindringer, og tegneserietegneren Maren Uthaug.
I 2011 stiftedes det danske forfatternetværk NewPub med det formål at udveksle erfaringer blandt forfattere om faget, branchen og mulighederne for såvel at samarbejde med traditionelle forlag som at selvudgive. To år senere havde netværket ifølge dagbladet Information 600 medlemmer. I 2024 angav netværket at have 3700 medlemmer og betegnede sig som Danmarks største forfatternetværk.
I 2015 bestilte Kulturministeriets Bog- og Litteraturpanel en undersøgelse af selvudgivelser mv. i Danmark for at rette op på, at der på det tidspunkt ikke forelå nogen systematisk undersøgelse af området. Rapporten foretog blandt andet en spørgeskemaundersøgelse, som omkring 200 danske selvudgivere (ud af knap 600 adspurgte) besvarede. Ca. en fjerdedel heraf betegnede forfatterrollen som deres hovederhverv, for ca. halvdelen var det et bierhverv, og resten svarede, at det var en hobby for dem. Adspurgt om, hvorfor de foretrak at selvudgive, svarede 59 %, at det skyldtes ønsket om kreativ frihed, mens 43 % angav, at det gav en bedre økonomi, og 38 % angav, at det skyldtes, at de havde modtaget afslag på udgivelse fra traditionelle forlag.
Målt på antallet af titler vurderede rapporten, at selvudgivelser stod for ca. 10 % af de trykte bøger og 20 % af de udgivne e-bøger i Danmark i 2013 og 2014. De selvudgivne bøger var generelt lavere end de traditionelt udgivne.

## Forskelle på traditionel udgivelse og selvudgivelse

### Traditionel forlagsudgivelse
Den traditionelle udgivelsesmodel bygger på, at en forfatter indsender et manuskript til et forlag. Forlaget bestemmer, om det ønsker at udgive manuskriptet eller ej. I givet fald redigerer og bearbejder forlaget indholdet og står for offentliggørelsen, markedsføringen, distributionen, finansieringen og salget af bogen. Forlaget tager også det juridiske ansvar for udgivelsen, forvalter rettighederne til værket og har det økonomiske hovedansvar, mens forfatteren typisk modtager royalties af salget.

### Selvudgiver- og medudgiverforlag
Ønsker en forfatter at selvudgive, står vedkommende selv for hele det økonomiske og juridiske ansvar og skal dermed også selv tage ansvar for design, tryk, distribution og PR. Selvudgivelser indebærer således en større økonomisk risiko for forfatteren, men kan også indebære muligheden for en større økonomisk gevinst.
Der findes dog såkaldte selvudgiverforlag, der mod betaling overtager en række praktiske opgaver for forfatterne uden at få rettighederne til værket. Typisk står disse virksomheder for serviceydelser som design, tryk, distribution og PR, men yder ikke redaktionel rådgivning om og har ikke noget ansvar for bogens indhold. Forfatteren beholder alle rettighederne og får eventuelle salgsindtægter. En mellemform er de såkaldte medudgiverforlag, hvor såvel udgifter som økonomiske rettigheder samt redaktionelle opgaver kan være fordelt mellem forfatter og forlag efter nærmere aftale. Sådanne forlag betegnes også hybridforlag.
Nogle selvudgivere opretter deres eget forlag med selvstændigt forlagsnavn mv. for at kunne udgive deres produkter. Sådanne forlag betegnes også selvudgiverforlag, selvom deres rolle er en anden end de ovenfor nævnte forlag, der lever af professionel assistance til diverse forfattere. Solvej Balle, der modtog Nordisk Råds litteraturpris i 2022 for romanserien Om udregning af rumfang, havde udgivet bøgerne på sit eget forlag ved navn Pelagraf.

### Liste over selvudgivervirksomheder mv. i 2015
I Kulturministeriets Bog- og Litteraturpanels undersøgelse af selvudgivermarkedet i 2015 nævnte de adspurgte selvudgivende forfattere i alt 16 leverandører af ydelser, som de betjente sig af, dvs. selvudgiverforlag, medudgiverforlag eller "selvudgivertjenester" (med antallet af brugere i undersøgelsen nævnt i parentes):
1. Skriveforlaget (35)
2. Saxo Publish (29)
3. Books on Demand (19)
4. gopubli.sh (13)
5. Amazon (10)
6. Trykværket (6)
7. Kahrius (5)
8. Ravnerock (4)
9. Underskoven (4)
10. Attika (3)
11. mellemgaard (3)
12. Siesta (2)
13. Smashwords (2)
14. Blurb (1)
15. Egolibris (1)
16. Historia (1)

Fire af de angivne virksomheder (Books on Demand, Amazon, Smashwords og Blurb) var udenlandske tjenester, mens resten var danske forlag. Nogle af forlagene har også mere traditionelt opbyggede ikke-selvudgiver-afdelinger.